# Kostrzyń
Kostrzyń – niewielka rzeka w województwie mazowieckim, stanowiąca dopływ rzeki Liwiec, o długości 44,8 km.
Rzeka płynie przez tereny rolnicze, głównie łąkowe i leśne, a większymi leżącymi nad nią osadami są: Bojmie, Oleksin, Stara Sucha i inne.
Jej źródło znajduje się w okolicach wsi Domanice a ujście do Liwca w okolicach wsi Polków-Daćbogi. W górnym odcinku od źródeł do mostu kolejowego na trasie Warszawa-Siedlce Kostrzyń został uregulowany w czasie wojny. Od miejscowości Oleksin aż do ujścia rzeka naturalnie meandruje. Dolina Kostrzynia jest obszarem Natura 2000 na mocy dyrektywy ptasiej.
Dopływy:
- Witówka
- Świdnica
- Gawroniec

2 grudnia 2006 w rozlewisku rzeki w miejscowości Jagodne k. Siedlec zginęła dwójka policjantów.